# Afegãos
Afegãos (pastó: افغانان, romanizado: afghanan; persa/dari: افغان ها, romanizado: afghānhā; persa: افغانستانی) ou povo afegão são nacionais ou cidadãos do Afeganistão, ou pessoas com ascendência desse país. O Afeganistão é formado por várias etnias, das quais pastós, tajiques, hazaras e usbeques são as mais numerosas. Os dois principais idiomas falados pelos afegãos são o pastó e o dari (o dialeto afegão do idioma persa), e muitos afegãos são bilíngues, falando fluentemente pastó e dari.

## Histórico
A primeira menção ao nome afegão (Abgân) foi feita por Sapor I, do Império Sassânida, durante o século III d.C. No século IV, a palavra "Afghans/Afghana" (αβγανανο), como referência a um determinado povo, é mencionada nos documentos bactrianos encontrados no norte do Afeganistão. A palavra "afegão" é de origem persa e se refere ao povo pastó.
Como adjetivo, a palavra afegão também significa "do ou relacionado ao Afeganistão ou a seu povo, idioma ou cultura". De acordo com a Constituição do Afeganistão de 1964, todos os cidadãos afegãos são iguais em direitos e obrigações perante a lei. O quarto artigo da Constituição da República Islâmica do Afeganistão, que era válido até 2021, afirma que os cidadãos do Afeganistão consistem em pastó, tajique, hazara, usbeque, turcomano, baloch, pashai, nuristani, aimaq, árabe, quirguiz, qizilbache, gurjar, brahui e membros de outras etnias. Há disputas políticas em relação a isso: há membros das etnias não pastó do Afeganistão que rejeitam que o termo afegão seja aplicado a eles, e há pastós no Paquistão que desejam que o termo afegão seja aplicado a eles.
No estado pré-nacional, o etnônimo histórico afegão era usado para se referir a um membro do grupo étnico pastó. Devido às mudanças na natureza política do Estado, como a fronteira com o Paquistão (então Índia Britânica), o significado mudou e o termo passou a ser a identidade nacional das pessoas do Afeganistão de todas as etnias.

## Afeganistani e afeganês
Menos comumente, Afeganistani (em inglês Afeghanistani) (افغانستانی) é um indicador de identidade alternativo para cidadãos do país Afeganistão. O termo "afeganistani" se refere a alguém que possui a nacionalidade do Afeganistão, independentemente de sua raça, etnia ou religião. No Afeganistão multiétnico, o termo "afegão" sempre foi associado ao povo pastó. Alguns cidadãos não pastó, como tajiques, hazaras e usbeques, consideraram esse termo como parte da hegemonia pastó, que foi planejada para apagar sua identidade étnica. O termo "afeganistani" tem sido usado entre alguns refugiados e diásporas, principalmente entre os não pastó.

### História
O Afeganistão nunca foi um dawlat-e milli ("Estado Nacional"). \ Os grupos e comunidades locais em todo o Afeganistão têm uma forte identificação local e regional como tribos ou grupos étnicos (pastó, tajique, hazara, usbeque ou outros). Nos últimos dois séculos, os governantes do Afeganistão tentaram criar um Estado que representasse os pastós. Os primeiros esforços foram feitos para criar um governo forte e centralizado com base em uma identidade nacional "afegã", que privilegiava os pastós além de suas fronteiras étnicas em nível de Estado como um todo. Os grupos étnicos não pastó ainda não estavam prontos para aceitar um sistema estatal centralizado, muito menos para aceitar uma nova identidade nacional. Eles não tinham uma identificação geral ou mesmo mais ampla com o Afeganistão como um todo, não considerando ainda a identidade nacional ou a cidadania que não lhes foi concedida pelo governo central.

### Etimologia
De um ponto de vista etnológico mais limitado, "Afḡhān" é o termo pelo qual os falantes persas do Afeganistão (e os grupos étnicos que não falam pastó em geral) designam os pastó. A equação afegãos = pastó foi propagada ainda mais, tanto no Afeganistão quanto fora dele, porque a confederação tribal pastó manteve sua hegemonia no país, numérica e politicamente.

### Identidade nacional
Os primeiros esforços do Afeganistão para criar uma espécie de identidade nacional começaram em 1919, depois de receber sua independência do Império Britânico. Essa foi a época em que o Afeganistão recuperou completamente o controle sobre sua soberania. Especialmente o povo hazara, que ainda é considerado cidadão de segunda classe. Após a queda da monarquia em 1973, Mohammed Daoud Khan, um partidário do Pastunistão, que via o país não como o Afeganistão, mas como um Pastunistão, uma terra que unia os pastós da Província da Fronteira Noroeste (NWFP) e das Áreas Tribais Administradas Federalmente (FATA) ao Afeganistão. Apesar de implementar alguns progressos sociais e educacionais, ele não conseguiu criar uma identidade nacional. Após a Revolução de Saur, os governos centrais tentaram defender uma identidade afegã mais ampla por meio do uso da educação moderna, mas seus esforços tiveram sucesso limitado. Um dos obstáculos mais comuns para a promoção de uma identidade nacional comum foi o fato de que grupos étnicos como hazara, usbeques ou tajiques não conseguiam se identificar com elementos de uma identidade que tinha uma forte base na etnia pastó que governava o país.

### Outros identificadores: afegane afeganês
O termo "afegane" ("Afghani" em inglês) refere-se à unidade da moeda afegã. O termo também é frequentemente usado no idioma inglês (e aparece em alguns dicionários) para uma pessoa ou coisa relacionada ao Afeganistão, embora alguns tenham expressado a opinião de que esse uso é incorreto. Um motivo para esse uso pode ser o fato de o termo "Afghani" (افغانی) ser, na verdade, um demonimo válido para afegãos no idioma persa geral e no hindustani, enquanto "Afghan" é derivado do pastó. Assim, "Afghan" é o termo anglicizado de "afegão" quando traduzido do dari ou do hindi-urdu, mas não do pastó. Outra variante é "afeganês" ("Afghanese" em inglês), que raramente é usado no lugar de Afghan.

## Etnias

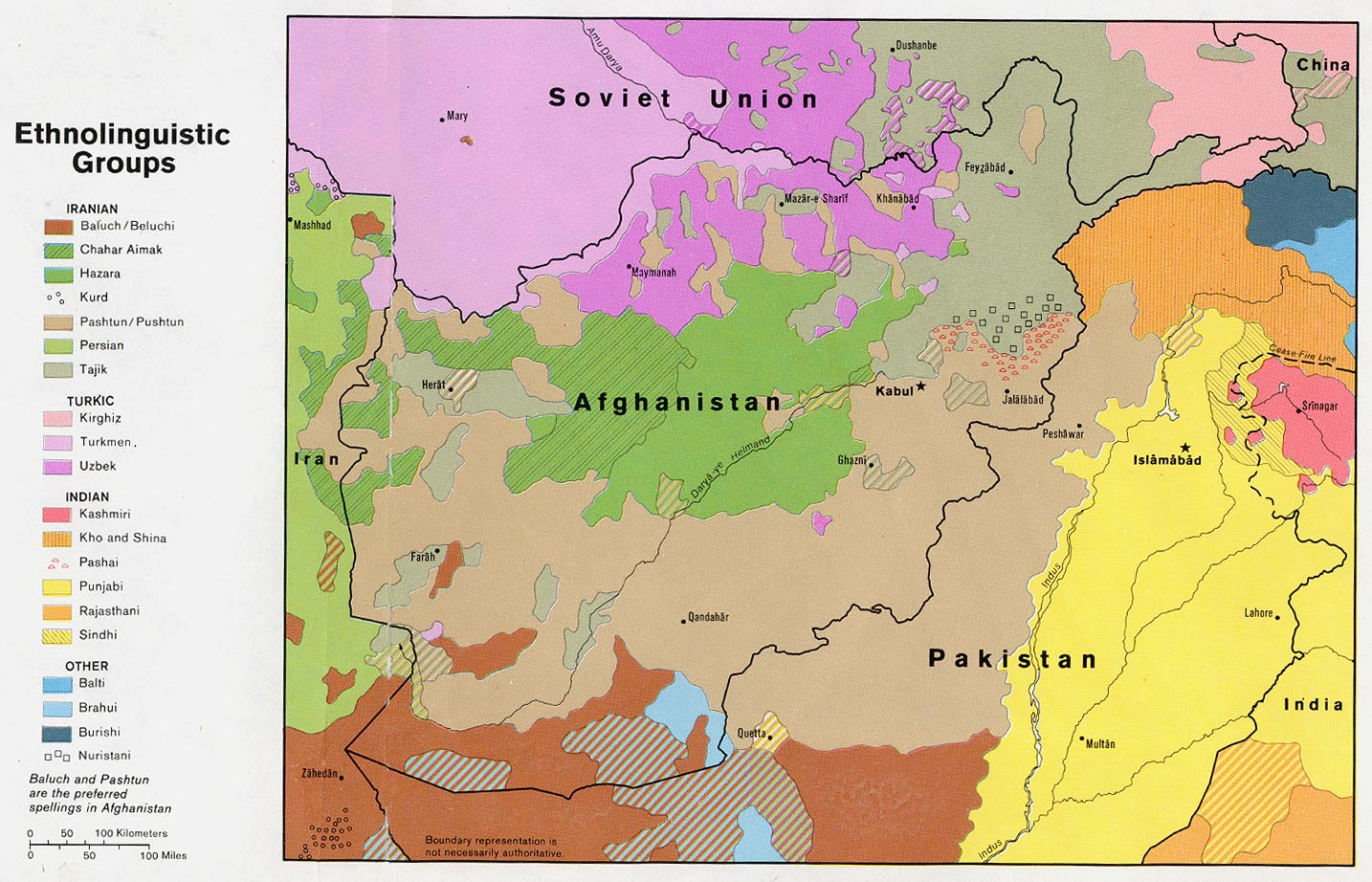
Grupos etnolinguísticos no Afeganistão e seus arredores (1982)

Os afegãos são de várias origens étnicas. Os pastó formam uma pluralidade da população, enquanto os tajiques, hazaras e usbeques são a segunda maior parcela e, juntos, os quatro formam quase 95% da população. Eles são de diversas origens, incluindo raízes etnolinguísticas iranianas, turcas e mongóis.

## Religião

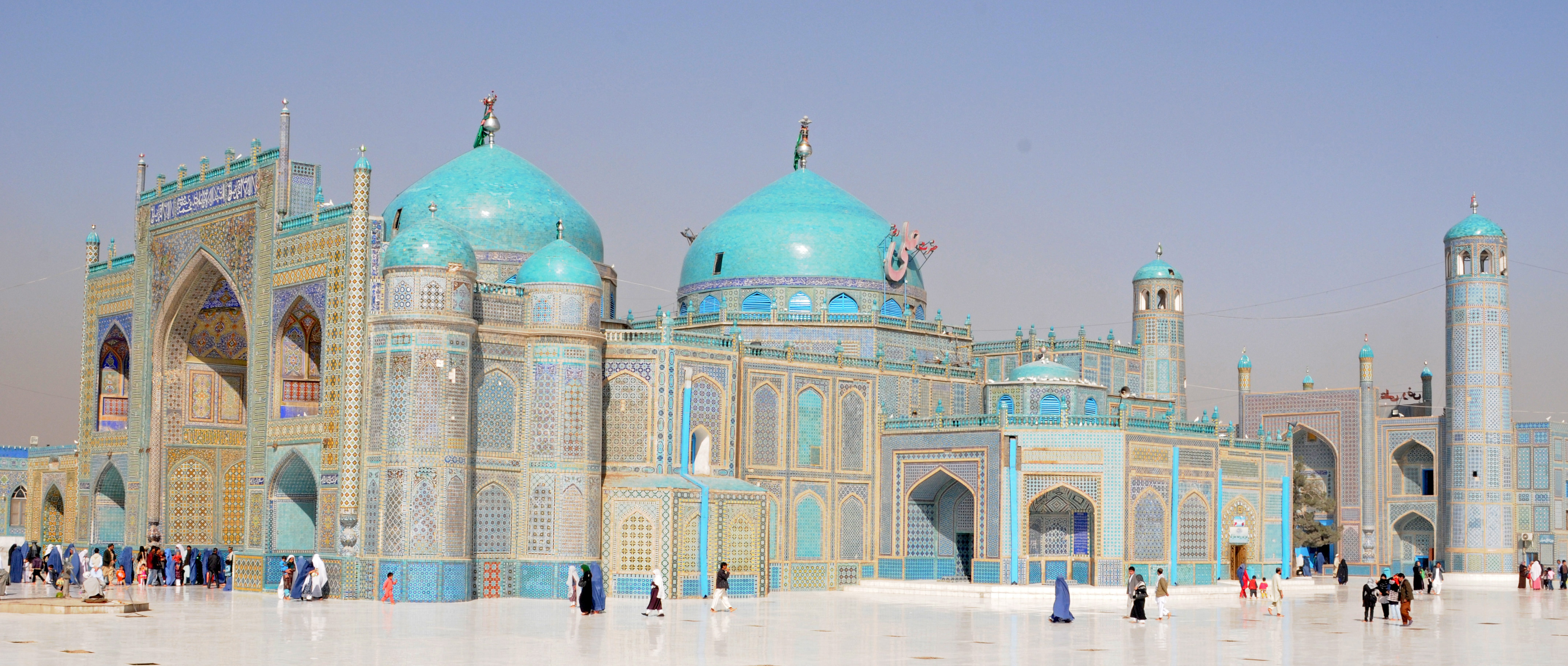
A Masjid-e-Kabud, popularmente conhecida como Mesquita Azul, em Mazar-i-Sharif, província de Balkh, Afeganistão, 3 de abril de 2012

O povo afegão de todas as etnias é predominantemente e tradicionalmente seguidor do Islã, sendo que a maioria é do ramo sunita. Outras minorias religiosas incluem os hindus afegãos, os siques afegãos, os zoroastristas afegãos, os judeus afegãos e os cristãos afegãos.

## Cultura
A cultura afegã existe há mais de três milênios, remontando à época do Império Aquemênida em 500 a.C. Os afegãos têm características culturais comuns e outras que diferem entre as regiões, sendo que cada uma das 34 províncias tem suas próprias culturas distintas e exclusivas, em parte como resultado dos obstáculos geográficos que dividem o país. A cultura do Afeganistão está historicamente ligada à do vizinho Irã: os dois países que seguem a religião islâmica, o calendário solar Hijri e falam idiomas semelhantes, o que se deve ao fato de o Irã e o Afeganistão estarem culturalmente próximos um do outro há milhares de anos.